# 't Voordeel van de twijfel
't Voordeel van de twijfel is een studioalbum van Gerard Cox. Het is een verzameling covers van andere artiesten zoals Jim Croce en Paul Simon.
In die jaren kreeg Gerard Cox het verwijt zijn basis van “links” socialistisch cabaret te verruilen voor “rechts” makkelijke liedjes. De enige single van dit album Een mooi verhaal werd geen hit. De B-kant van die single Wie wil? gaat over twijfels over de moderne tijd: abortus, milieuvervuiling, werkeloosheid, geweld (op het voetbalveld), genocide, godsdienstoorlogen.

## Muziek
| Nr. | Titel                                                | cover van                        | Duur |
| --- | ---------------------------------------------------- | -------------------------------- | ---- |
| 1.  | Samen op de Charloise Lagedijk (Jim Croce)           | Alabama rain                     | 2:48 |
| 2.  | Tegen de tijd dat ‘k bij Parijs ben (Jimmy Webb)     | By the time I get to Phoenix     |      |
| 3.  | Een mooi verhaal (Michel Fugain)                     | Une belle histoire               |      |
| 4.  | Wie wil? (Gilbert O'Sullivan)                        | We will                          |      |
| 5.  | Ik kom d’r alweer aardig overheen (Floyd Huddleston) | I’m gonna make it all the way    | 3:10 |
| 6.  | Bejaardenhuis (Aristide Bruant, Michel van de Plas)  | Rose Blanche (Rue Saint-Vincent) |      |
| 7.  | ‘k Voel me dikwijls zo onzeker (Paul Simon)          | American tune                    |      |

| Nr. | Titel                                                                      | cover van                   | Duur |
| --- | -------------------------------------------------------------------------- | --------------------------- | ---- |
| 1.  | Wim (Don McLean)                                                           | Vincent                     | 4:15 |
| 2.  | Jij en ik tegen de rest (Paul Williams, Kenny Asher)                       | You and me against the rest |      |
| 3.  | De man die zelfmoord wilde plegen (Guus Vleugel, Joop Stokkermans)         |                             |      |
| 4.  | Het koele water (Paul Simon)                                               | Something so right          |      |
| 5.  | Allemaal zijn we kapitalisten (George Brassens en Victor Hugo)             | Légende de la nonne         | 2:41 |
| 6.  | Brief van een ouwe moeder aan haar zoon die in de nor zit (J.H. Speenhoff) |                             |      |